# Густомой
Густомой — село в Льговском районе Курской области России. Административный центр Густомойского сельсовета.

## География
Село находится на реке Густомой в бассейне Сейма, в 45 км от российско-украинской границы, в 78 км к юго-западу от Курска, в 13 км к западу от районного центра — города Льгов, у европейского маршрута Е38. Озеро Лезвино — особо охраняемая территория.
Улицы
В селе улицы: Гагарина, Гражданка, Ивановский шлях, Курская, Луговая, Льговский шлях, Садовая, Тагин и Центральная.
Климат
Густомой, как и весь район, расположен в поясе умеренно континентального климата с тёплым летом и относительно тёплой зимой (Dfb в классификации Кёппена).
| Показатель                                                                      | Янв. | Фев. | Март | Апр. | Май  | Июнь | Июль | Авг. | Сен. | Окт. | Нояб. | Дек. | Год  |
| ------------------------------------------------------------------------------- | ---- | ---- | ---- | ---- | ---- | ---- | ---- | ---- | ---- | ---- | ----- | ---- | ---- |
| Средний суточный максимум, °C                                                   | −3,6 | −2,6 | 3,4  | 13,4 | 19,6 | 22,9 | 25,3 | 24,6 | 18,4 | 10,8 | 3,7   | −0,8 | 11,3 |
| Средняя температура, °C                                                         | −5,7 | −5,2 | −0,3 | 8,5  | 14,9 | 18,5 | 21   | 20   | 14,2 | 7,5  | 1,5   | −2,8 | 7,7  |
| Средний суточный минимум, °C                                                    | −8,2 | −8,3 | −4,4 | 3    | 9,2  | 13,1 | 15,9 | 14,9 | 9,9  | 4,1  | −0,8  | −5   | 3,6  |
| Норма осадков, мм                                                               | 49   | 44   | 48   | 50   | 64   | 70   | 79   | 54   | 57   | 56   | 48    | 48   | 667  |
| Источник: Погода по месяцам c ru.climate-data.org(дата обращения: Октябрь 2021) |      |      |      |      |      |      |      |      |      |      |       |      |      |

Часовой пояс
Село Густомой, как и вся Курская область, находится в часовой зоне МСК (московское время). Смещение применяемого времени относительно UTC составляет +3:00.

## История
Селом владел князь А. Барятинский.
Входил в Льговский уезд.

## Население
| 2002 | 2010 |
| ---- | ---- |
| 692  | ↘527 |

## Известные жители
Валентин Никитич Потураев (18 января 1922 года, Льговский уезд Курской губернии — 29 декабря 2003) — советский учёный-механик. Автор исследований в области динамики горных машин. Доктор технических наук (1965), профессор (1967). Академик АН УССР (1979, чл.-корр. с 1976). Лауреат Государственной премии УССР (1975).

## Инфраструктура
Густомойская СОШ. Церковь Архангела Михаила. Личное подсобное хозяйство. В селе 334 дома.

## Транспорт
Густомой находится на автодорогe регионального значения 38К-017 (Курск — Льгов — Рыльск — граница с Украиной) как часть европейского маршрута E38, в 0,5 км от автодороги межмуниципального значения 38Н-343 (38К-017 — Банищи — Пристень), в 1 км от автодороги 38Н-372 (38К-017 — Стремоуховка — Износково), в 7 км от ближайшего ж/д остановочного пункта 387 км (линия 322 км — Льгов I).
В 152 км от аэропорта имени В. Г. Шухова (недалеко от Белгорода).